# Neohaploglenius angulatus
Neohaploglenius angulatus är en insektsart som först beskrevs av Gerstaecker 1894.  Neohaploglenius angulatus ingår i släktet Neohaploglenius och familjen fjärilsländor. Inga underarter finns listade i Catalogue of Life.